# 高林兵衛
高林兵衛（たかばやし ひょうえ、1892年-1950年）は、日本の社会事業家である。静岡県浜松市出身。

## 経歴
- 旧家の当主であり民藝運動を支援し、和時計、大津絵などの収集家としても知られた
  - 収集された和時計は、国立科学博物館に寄託され、同館3階の時計室で見ることができる。
- 1931年（昭和6年）には積志村有玉（現在の浜松市内）の自邸内に日本最初の民芸関連の常設展示場である日本民芸美術館を設立した。
  - 江戸時代建設の自邸を解体して、その部材を用いて新築したもので、草葺の古民家を髣髴とさせるものであった。

## 著書
- 『時計の話』
- 『時計発達史』 東洋出版社、有明書房

## 作品
- 高林家住宅主屋、田舎屋

## 参考資料
- 中原慎一郎編著『新しい教科書11　民芸』プチグラパブリッシング
- 藤田治彦、川島智生、濱田琢司、石川祐一、猪谷聡『民芸運動と建築』淡交社
- 鈴木直之『幻の日本民藝美術館－遠州の民藝運動とその群像』種月文化集団（1992年）
- 『高林家資料展』浜松市中央図書館（1993年）
- 『生活と芸術－アーツアンドクラフツ展 ウイリアム・モリスから民芸まで』朝日新聞社（2008年）
- 『静岡県の近代和風建築』静岡県教育委員会（2002年）
- 「東京日々新聞」1928年（昭和3年）1月31日付